# スーパーファミコンマウス
スーパーファミコンマウスは、任天堂より発売されたスーパーファミコン用周辺機器である。

## 概要
2ボタン型のボール式マウスであり、スーパーファミコンマウス専用、もしくは対応のゲームで使用可能。スーパーファミコン本体前面のコントローラコネクタに接続して使用する。型番はSNS-016。プラスチック製のマウスパッド（SNS-017）も同梱されている。
このマウスは同じスーパーファミコンの周辺機器であるスーパーマルチタップ（3人以上同時プレイを可能にする機械）と同時に本体に接続すると本体を故障させるおそれがあり、当該周辺機器を用いるゲームソフトの取扱説明書にもその旨の注意書きが書かれている。
当初は『マリオペイント』と同梱で発売され単体での購入は不可だったが、後に単体でも発売された。1992年当時はパーソナルコンピュータでマウスに対応するソフトウェアが徐々に普及してきていた時代であり、このスーパーファミコンマウスもシミュレーションゲーム対応などを想定し普及が期待されていた。しかし対応ソフトが少なく、大きく普及するには至らなかった。

## 対応作品

### スーパーファミコンマウス専用
スーパーファミコンマウスでのみプレイが可能な作品。
- マリオペイント（1992年）
- マリオとワリオ（1993年） - マウス同梱版と単品版が発売された。

### スーパーファミコンマウス対応
通常のコントローラーでもプレイが可能な作品。
- ロードモナーク（1992年）
- ロイヤルコンクエスト（1992年）
- ポピュラス2（1993年）
- スーパー倉庫番（1993年）
- F-15スーパーストライクイーグル（1993年）
- スーパーカジノ シーザースパレス（1993年）
- スーパー信長の野望・全国版（1993年）
- 鋼鉄の騎士（1993年）
- ラスベガスドリーム（1993年）
- 信長の野望・覇王伝（1993年）
- ウイニングポスト（1993年）
- メガロマニア 時空大戦略（英語版）（1993年）
- 雀闘士 銅鑼王（1993年）
- シムアント（1993年）
- イーハトーヴォ物語（1993年）
- 第3次スーパーロボット大戦（1993年）
- ユートピア（1993年）
- 三国志正史 天舞スピリッツ（1993年）
- The麻雀・闘牌伝（1993年）
- 将棋 風林火山（1993年）
- 遊人 雀獣学園（1993年）
- マスターズ〜遙かなるオーガスタ2〜（1993年）
- 早指し二段 森田将棋（1993年）
- 実戦パチスロ必勝法（1993年）
- スーパーニチブツマージャン2 全国制覇篇（1993年）
- ヤダモン ワンダランドドリーム（1993年）
- パワーモンガー 魔将の謀略（1993年）
- もと子ちゃんのワンダーキッチン（1993年、非売品）※味の素マヨネーズの懸賞品
- スーパー麻雀2 本格4人打ち（1993年）
- 対局囲碁ゴライアス（1993年）
- ガイアセイバー ヒーロー最大の作戦（1994年）
- ウルフェンシュタイン3D（1994年）
- 伊達公子のバーチャルテニス（1994年）
- 牌砦（1994年）
- 勝ち馬予想ソフト 馬券錬金術（1994年）
- 項劉記（1994年）
- 鋼鉄の騎士2 砂漠のロンメル軍団（1994年）
- 真・麻雀（1994年）
- ギャラクシーロボ（1994年）
- ジーコサッカー（1994年）
- スーパーロボット大戦EX（1994年）
- スーパーパチスロマージャン（1994年）
- スーパーキャッスルズ（1994年）
- 伊藤果六段の将棋道場（1994年）
- スーパー三國志（1994年）
- ジュラシック・パーク（1994年）
- スーパー将棋2（1994年）
- オリビアのミステリー（1994年）
- あさめしまえにゃんこ（1994年）
- うごく絵Ver.2.0 アリョール（1994年）
- ジグソーパーティー（1994年）
- T2ザ・アーケードゲーム（1994年）
- 魔神転生（1994年）
- 美少女戦士セーラームーンS こんどはパズルでおしおきよ! （1994年）
- 本格派囲碁 碁聖（1994年）
- 歌舞伎町リーチ麻雀 東風戦（1994年）
- スーパー五目ならべ 連珠（1994年）
- 緋王伝 魔物達との誓い（1994年）
- 紫炎 ザ・ブレイドチェイサー（1994年）
- 描いて・作って・遊べる デザエモン（1994年）
- ダイナマイト・ザ・ラスベガス（1994年）
- スーパー囲碁 碁王（1994年）
- 上海Ⅲ（1994年）
- サンリオ上海（1994年）
- アイ・オブ・ザ・ビホルダー（1994年）
- レミングス2（1994年）
- ワンダープロジェクトJ 機械の少年ピーノ（1994年）
- シヴィライゼーション 世界七大文明（1994年）
- イルバニアンの城（1994年）
- 本格将棋 風雲児龍王（1994年）
- 花札王（1994年）
- スーパー五目・将棋 =定跡研究篇=（1994年）
- 本格麻雀 徹萬II（1994年）
- 朝日新聞連載加藤一二三九段将棋 心技流（1995年）
- ゲームの達人（1995年）
- ゲームの鉄人 THE上海（1995年）
- 鋼鉄の騎士3（1995年）
- ジ・アトラス（1995年）
- 武宮正樹九段の囲碁大将（1995年）
- ブランディッシュ2（1995年）
- 早指し二段 森田将棋2（1995年）
- ファーランドストーリー（1995年）
- ファーランドストーリー2（1995年）
- マリオのスーパーピクロス（1995年）
- 第4次スーパーロボット大戦（1995年）
- 常勝麻雀 天牌（1995年）
- 上海 万里の長城（1995年）
- 武豊G1メモリー（1995年）
- 初段位認定 初段プロ麻雀（1995年）
- 対局囲碁 韋駄天（1995年）
- スヌーピーコンサート（1995年）
- サージェント・サンダース・コンバット!（1995年）
- A列車で行こう3 スーパーバージョン（1995年）
- アリスのペイントアドベンチャー（1995年）
- 陳牌（1995年）
- トランプアイランド（1995年）
- 将棋最強（1995年）
- スーパー将棋3 棋太平（1995年）
- 将棋三昧（1995年）
- 高速思考 将棋皇（1995年）
- 羽生名人のおもしろ将棋（1995年）
- 柿木将棋（1995年）
- ブロックくずし（1995年）
- ときめきメモリアル（1996年）
- 将棋最強II（1996年）
- ドラゴンナイト4（1996年）
- ブランディッシュ2 エキスパート（1996年）
- ニチブツコレクション2（1996年）
- 林海峯九段の囲碁大道（1996年）
- アルカノイド -Doh It Again-（1997年）
- 同級生2（1997年）
- BS探偵倶楽部 雪に消えた過去（1997年）
- マリオペイントBS版（1997年）
- スーパーゲームボーイ（1994年、周辺機器）
  - スーパーゲームボーイ2（1998年、周辺機器）